# Liste des banques centrales
Cet article est une liste des banques centrales.

## Banque centrale par pays

### A
- Afghanistan – Da Afghanistan Bank
- Afrique du Sud – Banque centrale sud-africaine (South African Reserve Bank)
- Albanie – Banque d'Albanie (Banka e Shqipërisë)
- Algérie – Banque d'Algérie (بنك الجزائر)
- Allemagne – voir: Union européenne
- Angola – Banque nationale d'Angola (Banco Nacional de Angola)
- Anguilla – voir: Organisation des États de la Caraïbe orientale
- Antigua-et-Barbuda – voir: Organisation des États de la Caraïbe orientale
- Arabie saoudite – Autorité monétaire de l'Arabie saoudite(مؤسسة النقد العربي السعودي)
- Argentine – Banque centrale d'Argentine (Banco Central de la República Argentina)
- Arménie – Banque centrale de la république d'Arménie (Հայաստանի Կենտրոնական Բանկ, Hayastani Kentronakan Bank)
- Aruba – Banque centrale d'Aruba (Centrale Bank van Aruba)[1]
- Australie – Reserve Bank of Australia
- Autriche – voir: Union européenne
- Azerbaïdjan –  Banque centrale d'Azerbaïdjan (Azərbaycan Mərkəzi Bankı)

### B
- Bahamas – Banque centrale des Bahamas (Central Bank of The Bahamas)
- Bahreïn – Banque centrale de Bahreïn (مصرف البحرين المركزي)
- Bangladesh – Banque du Bangladesh (বাংলাদেশ ব্যাংক)
- Barbade – Banque centrale de la Barbade (Central Bank of Barbados)
- Belgique – voir: Union européenne
- Belize – Banque centrale du Belize (Central Bank of Belize)
- Bénin – voir: Union économique et monétaire ouest-africaine
- Bermudes – Autorité monétaire des Bermudes (Bermuda Monetary Authority)
- Bhoutan – Autorité monétaire royale du Bhoutan
- Biélorussie – Banque nationale de la république de Biélorussie (Нацыянальны банк Рэспублікі Беларусь)
- Birmanie – Banque centrale de Birmanie
- Bolivie – Banque centrale de Bolivie (Banco Central de Bolivia)
- Bosnie-Herzégovine – Banque centrale de Bosnie-Herzégovine (Centralna Banka Bosne i Hercegovine)
- Botswana – Banque du Botswana
- Brésil – Banque centrale du Brésil (Banco Central do Brasil)
- Brunei – Banque centrale du Brunei Darussalam
- Bulgarie – voir: Union européenne
- Burkina Faso – voir: Union économique et monétaire ouest-africaine
- Burundi – Banque de la république du Burundi

### C
- Îles Caïmans – Autorité monétaire des îles Caïmans (Cayman Islands Monetary Authority)
- Cambodge – Banque nationale du Cambodge
- Cameroun – voir: Communauté économique et monétaire de l'Afrique centrale
- Canada – Banque du Canada (Bank of Canada)
- Cap-Vert – Banque du Cap-Vert (Banco de Cabo Verde)
- République centrafricaine – voir: Communauté économique et monétaire de l'Afrique centrale
- franc CFP – Institut d'émission d'Outre-Mer
  -  Nouvelle-Calédonie
  -  Polynésie française
  -  Wallis-et-Futuna
- Chili – Banque centrale du Chili (Banco Central de Chile)
- Chine
  -  République populaire de Chine – Banque populaire de Chine (中国人民銀行)
  -   Hong Kong – Hong Kong Monetary Authority (香港金融管理局)[2]
  -  Macao – Autorité monétaire de Macao (澳門金融管理局)[2]
- Chypre – voir: Union européenne[3]
- Colombie – Banque de la république de Colombie (Banco de la República)
- Comores – Banque centrale des Comores
- République du Congo – voir: Communauté économique et monétaire de l'Afrique centrale
- République démocratique du Congo – Banque centrale du Congo
- Corée du Nord – Banque centrale de la république populaire démocratique de Corée (조선민주주의인민공화국중앙은행)
- Corée du Sud – Banque de Corée (한국은행)
- Costa Rica – Banque centrale du Costa Rica (Banco Central de Costa Rica)
- Côte d'Ivoire – voir: Union économique et monétaire ouest-africaine
- Croatie – voir: Union européenne
- Cuba – Banque centrale de Cuba (Banco Central de Cuba)
- Curaçao – Banque centrale de Curaçao et Saint Martin (Centrale bank van Curaçao en Sint Maarten)

### D
- Danemark – voir: Union européenne
- Djibouti – Banque centrale de Djibouti
- République dominicaine – Banque centrale de la République dominicaine (Banco Central de la República Dominicana)
- Dominique – voir: Organisation des États de la Caraïbe orientale

### E
- Communauté économique et monétaire de l'Afrique centrale – Banque des États de l'Afrique centrale (BEAC)
  -  Cameroun
  -  République centrafricaine
  -  République du Congo
  -  Guinée équatoriale
  -  Gabon
  -  Tchad
- Égypte – Banque centrale d'Égypte (البنك المركزي المصري)
- Émirats arabes unis – Banque centrale des Émirats arabes unis (مصرف الإمارات العربية المتحدة المركزي)
- Équateur – Banque centrale de l'Équateur (Banco Central del Ecuador)[4]
- Érythrée – Banque de l'Érythrée
- Espagne – voir: Union européenne
- Estonie – voir: Union européenne
- Eswatini – Banque centrale du Swaziland (Central Bank of Swaziland)
- États-Unis – Réserve fédérale des États-Unis (Federal Reserve System)
- Éthiopie – Banque nationale d'Éthiopie (የኢትዮጵያ ብሔራዊ ባንክ)
- Union européenne / Système européen de banques centrales
  - Eurosystème – Banque centrale européenne[5]
    -  Allemagne – Banque fédérale d'Allemagne ((de) Deutsche Bundesbank)
    -  Autriche – Banque nationale d'Autriche ((de) Oesterreichische Nationalbank)
    -  Belgique – Banque nationale de Belgique (Nationale Bank van België / Belgische Nationalbank )
    -  Chypre – Banque centrale de Chypre (Κεντρική Τράπεζα της Κύπρου / Kıbrıs Merkez Bankası)[3]
    -  Croatie – Banque nationale de Croatie (Hrvatska narodna banka)
    -  Espagne – Banque d'Espagne (Banco de España)
    -  Estonie – Banque d'Estonie (Eesti Pank)
    -  Finlande – Banque de Finlande (Suomen Pankki/Finlands Bank)
    -  France – Banque de France[6]
    -  Grèce – Banque de Grèce (Τράπεζα της Ελλάδος)
    -  Irlande – Central Bank and Financial Services Authority of Ireland (Banc Ceannais agus Údarás Seirbhísí Airgeadais na hÉireann)
    -  Italie – Banque d'Italie (Banca d'Italia)
    -  Lettonie – Banque de Lettonie (Latvijas banka)
    -  Lituanie – Banque de Lituanie (Lietuvos bankas)
    -  Luxembourg – Banque centrale du Luxembourg
    -  Malte – Banque centrale de Malte (Bank Ċentrali ta’ Malta)
    -  Pays-Bas – Banque des Pays-Bas (De Nederlandsche Bank)
    -  Portugal – Banque du Portugal (Banco de Portugal)
    -  Slovaquie – Banque nationale de Slovaquie (Národná banka Slovenska)
    -  Slovénie – Banque de Slovénie (Banka Slovenije)

  - Membres du Système européen de banques centrales, mais pas de l'Eurosystem :
    -  Bulgarie – Banque nationale de Bulgarie (Българска народна банка)
    -  Danemark – Banque nationale du Danemark (Danmarks Nationalbank)
    -  Hongrie – Magyar Nemzeti Bank
    -  Pologne – Banque nationale de Pologne (Narodowy Bank Polski)
    -  Roumanie – Banque nationale de Roumanie (Banca Națională a României)
    -  Suède – Banque de Suède (Sveriges Riksbank)[7]
    -  République tchèque – Banque nationale tchèque (Česká národní banka)

### F
- Fidji – Banque de réserve des Fidji (Reserve Bank of Fiji)
- Finlande – voir: Union européenne
- France – voir: Union européenne

### G
- Gabon – voir: Communauté économique et monétaire de l'Afrique centrale
- Gambie – Banque centrale de Gambie (Central Bank of The Gambia)
- Géorgie – Banque nationale de Géorgie (საქართველოს ეროვნული ბანკი)
- Ghana – Banque du Ghana (Bank of Ghana)
- Grèce – voir: Union européenne
- Grenade – voir: Organisation des États de la Caraïbe orientale
- Guatemala – Banque du Guatemala (Banco de Guatemala)
- Guinée – Banque centrale de la république de Guinée
- Guinée-Bissau – voir: Union économique et monétaire ouest-africaine
- Guinée équatoriale – voir: Communauté économique et monétaire de l'Afrique centrale
- Guyana – Banque du Guyana (Bank of Guyana)

### H
- Haïti – Banque de la république d'Haïti
- Honduras – Banque centrale du Honduras (Banco Central de Honduras)
- Hongrie – voir: Union européenne

### I
- Inde – Banque de réserve de l'Inde (Reserve Bank of India, भारतीय रिज़र्व बैंक)
- Indonésie – Banque d'Indonésie Bank Indonesia
- Irak – Banque centrale d'Irak (البنك المركزي العراقي )
- Iran – Banque centrale d'Iran (بانک مرکزی ایران)
- Irlande – voir: Union européenne
- Islande – Banque centrale d'Islande (Seðlabanki Íslands)
- Israël – Banque d'Israël (בנק ישראל)
- Italie – voir: Union européenne

### J
- Jamaïque – Banque de Jamaïque (Bank of Jamaica)
- Japon – Banque du Japon (日本銀行)
- Jordanie – Banque centrale de Jordanie (البنك المركزي الاردني)

### K
- Kazakhstan – Banque nationale du Kazakhstan (Қазақстан Ұлттық Банкі)
- Kenya – Banque centrale du Kenya (Central Bank of Kenya, Benki Kuu ya Kenya)
- Kirghizistan – Banque nationale de la République kirghize (Кыргыз Республикасынын Улуттук Банкы)
- Koweït – Banque centrale du Koweït (بنك الكويت المركزي)

### L
- Laos – Banque de la République populaire démocratique lao
- Lettonie – voir: Union européenne
- Liban – Banque du Liban (مصرف لبنان)
- Lesotho – Banque centrale du Lesotho (Central Bank of Lesotho)
- Liberia – Banque centrale du Liberia (Central Bank of Liberia)
- Libye – Banque centrale de Libye (مصرف ليبيا المركزي)
- Liechtenstein - Banque nationale du Liechtenstein (Liechtensteinische Landesbank)
- Lituanie – voir: Union européenne
- Luxembourg – voir: Union européenne

### M
- Macédoine – Banque nationale de la république de Macédoine (Народна банка на Република Македонија)
- Madagascar – Banque centrale de Madagascar
- Malaisie – Bank Negara Malaysia
- Malawi – Banque centrale du Malawi (Reserve Bank of Malawi)
- Maldives – Autorité monétaire des Maldives
- Mali – voir: Union économique et monétaire ouest-africaine
- Malte – voir: Union européenne
- Maroc – Bank Al-Maghrib (بنك المغرب)
- Mauritanie – Banque centrale de Mauritanie
- Maurice – Banque de Maurice (Bank of Mauritius)
- Mexique – Banque du Mexique (Banco de México)
- Moldavie – Banque nationale de Moldavie (Banca Naţională a Moldovei)[8]
- Mongolie – Banque de Mongolie (Монгол банк Дэлгэрсайхан)
- Monténégro – Banque centrale du Monténégro (Centralna Banka Crne Gore)
- Montserrat – voir: Organisation des États de la Caraïbe orientale
- Mozambique – Banque du Mozambique (Banco de Moçambique)

### N
- Namibie – Banque de Namibie (Bank of Namibia)
- Népal – Nepal Rastra Bank (नेपाल राष्ट्र बैंक)
- Nicaragua – Banque centrale du Nicaragua (Banco Central de Nicaragua)
- Niger – voir: Union économique et monétaire ouest-africaine
- Nigeria – Banque centrale du Nigeria (Central Bank of Nigeria)
- Norvège – Banque centrale de Norvège (Norges Bank)
- Nouvelle-Calédonie – voir: franc CFP
- Nouvelle-Zélande – Banque de réserve de la Nouvelle-Zélande (Reserve Bank of New Zealand)

### O
- Oman – Banque centrale d'Oman
- Organisation des États de la Caraïbe orientale – Eastern Caribbean Central Bank[9]
  -  Anguilla
  -  Antigua-et-Barbuda
  -  Dominique
  -  Grenade
  -  Montserrat
  -  Saint-Christophe-et-Niévès
  -  Saint-Vincent-et-les-Grenadines
  -  Sainte-Lucie
- Ouganda – Banque de l'Ouganda (Bank of Uganda)
- Ouzbékistan – Banque centrale de la république d'Ouzbékistan (O'zbekiston Respublikasi Markaziy Banki / Ўзбекистон Республикаси Марказий Банки)

### P
- Pakistan – Banque d'État du Pakistan (بینک دولت پاکستان)
- Palestine – Autorité monétaire palestinienne (سلطة النقد الفلسطينية)
- Panama  – Banque nationale de Panama (Banco Nacional de Panamá) même si Panama n'a pas de banque centrale officielle.
- Papouasie-Nouvelle-Guinée – Banque de Papouasie-Nouvelle-Guinée (Bank of Papua New Guinea)
- Paraguay – Banque centrale du Paraguay (Banco Central del Paraguay)
- Pays-Bas – voir: Union européenne
- Pérou – Banque centrale de réserve du Pérou (Banco Central de Reserva del Perú)
- Philippines – Banque centrale des Philippines (Bangko Sentral ng Pilipinas ; bien que traduite "Banque centrale des Philippines", la traduction correspondait à l'ancienne banque centrale, à nouveau agréée en 1993, et devenue la Bangko Sentral ;
- Pologne – voir: Union européenne
- Polynésie française – voir: franc CFP
- Portugal – voir: Union européenne

### Q
- Qatar – Banque centrale du Qatar

### R
- Roumanie – voir: Union européenne
- Royaume-Uni – Banque d'Angleterre (Bank of England)
- Russie – Banque centrale de Russie (Центральный банк Российской Федерации)
- Rwanda – Banque nationale du Rwanda

### S
- Saint-Christophe-et-Niévès – voir: Organisation des États de la Caraïbe orientale
- Saint-Marin - Banque centrale de la république de Saint-Marin (Banca Centrale della Repubblica di San Marino)
- Saint-Vincent-et-les-Grenadines – voir: Organisation des États de la Caraïbe orientale
- Sainte-Lucie – voir: Organisation des États de la Caraïbe orientale
- Îles Salomon – Banque centrale des Îles Salomon (Central Bank of Solomon Islands)
- Salvador – Banque centrale de réserve du Salvador (Banco Central de Reserva de El Salvador)[4]
- Samoa – Banque centrale des Samoa (Central Bank of Samoa, Faletupe Tutotonu o Samoa)
- Sao Tomé-et-Principe  – Banque centrale de Sao Tomé-et-Principe (Banco Central de São Tomé e Príncipe)
- Sénégal – voir: Union économique et monétaire ouest-africaine
- Serbie – Banque nationale de Serbie (Народна банка Србије / Narodna banka Srbije)
- Seychelles – Banque centrale des Seychelles (Central Bank of Seychelles)
- Sierra Leone – Banque de Sierra Leone (Bank of Sierra Leone)
- Singapour – Autorité monétaire de Singapour
- Sint Maarten – Banque centrale de Curaçao et Saint Martin (Centrale bank van Curaçao en Sint Maarten)
- Slovaquie – voir: Union européenne
- Slovénie – voir: Union européenne
- Somalie – Banque centrale de Somalie
- Soudan – Banque centrale du Soudan (Central Bank of Sudan)
- Soudan du Sud – Banque du Soudan du Sud (Bank of South Sudan)
- Sri Lanka – Banque centrale du Sri Lanka
- Suède – voir: Union européenne
- Suisse – Banque nationale suisse (Schweizerische Nationalbank / Banca Nazionale Svizzera / Banca Naziunala Svizra)
- Suriname – Banque centrale du Suriname (Centrale Bank van Suriname)
- Syrie – Banque centrale de Syrie (مصرف سورية المركزي)

### T
- Tadjikistan – Banque nationale du Tadjikistan (Бонки миллии Тоҷикистон)
- Taïwan – Banque centrale de la république de Chine (Taïwan) (中華民國中央銀行)
- Tanzanie – Banque de Tanzanie (Bank of Tanzania, Benki Kuu ya Tanzania)
- Tchad – voir: Communauté économique et monétaire de l'Afrique centrale
- République tchèque – voir: Union européenne
- Thaïlande – Banque de Thaïlande (ธนาคารแห่งประเทศไทย)
- Timor oriental – Banque centrale du Timor oriental (Banco Central de Timor-Leste /  Banku Sentrál Timor-Leste)
- Togo – voir: Union économique et monétaire ouest-africaine
- Tonga – Banque nationale de réserve des Tonga (National Reserve Bank of Tonga)
- Trinité-et-Tobago – Banque centrale de Trinité-et-Tobago (Central Bank of Trinidad and Tobago)
- Tunisie – Banque centrale de Tunisie
- Turquie – Banque centrale de la république de Turquie (Türkiye Cumhuriyet Merkez Bankası)
- Turkménistan – Banque centrale du Turkménistan

### U
- Ukraine – Banque nationale d'Ukraine (Національний банк України)
- Uruguay – Banque centrale de l'Uruguay (Banco Central del Uruguay)

### V
- Vanuatu – Banque de réserve du Vanuatu (Reserve Bank of Vanuatu)
- Venezuela – Banque centrale du Venezuela (Banco Central de Venezuela)
- Viêt Nam – Banque d'État du Viêt Nam (Ngân hàng nhà nước Việt Nam)

### W
- Wallis-et-Futuna – voir: franc CFP
- Union économique et monétaire ouest-africaine – Banque centrale des États de l'Afrique de l'Ouest (BCEAO)
  -  Bénin
  -  Burkina Faso
  -  Côte d'Ivoire
  -  Guinée-Bissau
  -  Mali
  -  Niger
  -  Sénégal
  -  Togo

### Y
- Yémen – Banque centrale du Yémen

### Z
- Zambie - Banque de Zambie (Bank of Zambia)
- Zimbabwe - Banque de réserve du Zimbabwe (Reserve Bank of Zimbabwe)

### États partiellement reconnus
- Abkhazie – Banque nationale de la république d'Abkhazie
- Chypre du Nord – Banque centrale de la république turque de Chypre du Nord (Kuzey Kıbrıs Türk Cumhuriyeti Merkez Bankası)
- Kosovo – Banque centrale du Kosovo (Banka Qendrore e Kosovës)
- Somaliland – Banque du Somaliland (Baanka Somaliland)
- Transnistrie – Banque de la République transniestienne (Приднестровский Республиканский Банк)

## Pays sans banque centrale
- Andorre, mais l'Institut national andorran des Finances se voit confier les tâches d'une banque centrale ;
- Kiribati
- Îles Marshall
- Monaco
- Nauru
- Palaos
- Tuvalu
- Vatican l'Autorité d'information financière est déléguée comme banque centrale pour la supervision des transactions financières et les échanges monétaires ;